# Filip od Jezusa de Las Casas
Filip od Jezusa de Las Casas OFM (hiszp. Felipe las Casas Martínez) (ur. 1572 w Meksyku, zm. 5 lutego 1597 w Nagasaki) − meksykański franciszkanin alkantaryn, kleryk, misjonarz, męczennik, święty Kościoła katolickiego.
Był pierwszym Meksykaninem ogłoszonym świętym w Kościele katolickim. Czczony wraz z innymi męczennikami z Nagasaki.

## Życiorys
Filip urodził się w 1572 w mieście Meksyk w rodzinie o korzeniach hiszpańskich. Za złe prowadzenie się, rodzice wyrzucili go z domu. Przeżył nawrócenie i wstąpił do franciszkanów alkantarynów w założonej przez św. Piotra Chrzciciela Blázqueza meksykańskiej prowincji pw. św. Dydaka. Piotr Chrzciciel Blázquez był później jego towarzyszem w męczeństwie. Po kilku miesiącach spędzonych w zakonie, Filip zdjął habit i w 1589 wyjechał na Filipiny. Ponownie zaczął prowadzić życie nieuporządkowane. Z czasem postanowił jednak ponownie wstąpić do franciszkanów. Uczynił to w Manili w 1590.
Gdy zdecydował się na przyjęcie święceń kapłańskich, musiał udać do Meksyku, gdyż w tym okresie na Filipinach nie było biskupa. Wsiadł na statek 12 lipca 1596. Z powodu sztormu statek dobił jednak do wybrzeży Japonii. Gubernator prowincji po skonfiskowaniu statku, uwięził jego załogę i pasażerów. W grupie było dwóch franciszkanów − Filip od Jezusa i Jan de Zamorra − oraz dwóch augustianów i jeden dominikanin. Gdy Japończycy znaleźli na statku działo i amunicję, zaczęli podejrzewać, iż planowano podbój wyspy. Zakonnicy mieli przygotowywać drogę dla wojska. Oskarżenie to wypowiedziane zostało przez jednego z członków załogi i sprowokowało regenta Hideyoshi Toyotomi do zatrzymania franciszkanów w klasztorze w Miako (obecne Kioto). Zakonnicy pozostawali w klasztorze do 30 grudnia, następnie osadzono ich w miejskim więzieniu. Zatrzymani dołączyli do przebywających już tam innych chrześcijan. W sumie w więzieniu w Kioto przebywało sześciu franciszkanów, siedemnastu tercjarzy franciszkańskich oraz japoński jezuita Paweł Miki ze swymi dwoma świeckimi współpracownikami. Po kilku dniach 3 stycznia 1597 obcięto uwięzionym końcówki uszu, następnie urządzono marsz pokazowy ulicami Kioto, 21 stycznia Osaki, 5 lutego grupa dotarła do Nagasaki. Męczenników ukrzyżowano na stoku wzgórza pod miastem, następnie przebito ich włóczniami.